# Ніномія Хірокадзу
Хірокадзу Ніномія (яп. 洋一 二宮; нар. 22 листопада 1917, Хьоґо, Японія — пом. 7 березня 2000, Токіо, там же) — японський футболіст, що грав на позиції нападника. По завершенні ігрової кар'єри — тренер. Виступав за національну збірну Японії.

## Клубна кар'єра
У дорослому футболі дебютував 1940 року. Завершив професійну кар'єру футболіста виступами 1954 року.

## Виступи за збірну
1940 року дебютував в офіційних матчах у складі національної збірної Японії. Протягом кар'єри у національній команді провів у формі головної команди країни лише 6 матчів, забивши 1 гол.

## Кар'єра тренера
Протягом декількох ігор 1951 року був одночасно тренером та гравцем національної збірної Японії. Згодом тренерською роботою не займався.
Помер 7 березня 2000 року на 83-му році життя.
| Дата      | Місто     | Господарі | Результат | Гості          | Турнір            | Голи | Примітки |
| --------- | --------- | --------- | --------- | -------------- | ----------------- | ---- | -------- |
| 16-6-1940 | Нішіномія | Японія    | 1 – 0     | Філіппіни      | товариський матч  | -    |          |
| 7-3-1951  | Нью-Делі  | Іран      | 0 – 0     | Японія         |                   | -    |          |
| 8-3-1951  | Нью-Делі  | Іран      | 3 – 2     | Японія         |                   | 1    |          |
| 7-3-1954  | Токіо     | Японія    | 1 – 5     | Південна Корея | Відбір до ЧС 1954 | -    |          |
| 1-5-1954  | Маніла    | Індонезія | 5 – 3     | Японія         |                   | -    | 41'      |
| 3-5-1954  | Маніла    | Індія     | 3 – 2     | Японія         |                   | -    |          |
| Усього    |           | Матчів    | 6         |                | Голів             | 1    |          |

## Титули і досягнення
- Бронзовий призер Азійських ігор: 1951